# مايك هابارد (سياسي)
مايك هابارد هو سياسي أمريكي، ولد في 11 فبراير 1962 في هارتويل في الولايات المتحدة. نشط حزبياً في الحزب الجمهوري. وقد انتخب عضو مجلس نواب ألاباما ‏.

## وصلات خارجية
- الموقع الرسمي